# Artes mechanicae
Als Artes mechanicae (lateinisch für „mechanische Künste“), im Deutschen (sieben) Eigenkünste oder (sieben) praktische Künste genannt, wurden in Altertum, Mittelalter und Renaissance Fertigkeiten des Handwerks bezeichnet, die im Unterschied zu den Sieben freien Künsten (lateinisch artes liberales) dem unmittelbaren Broterwerb dienten. Im weiteren Sinne lassen sich die praktischen Künste unter dem Sammelbegriff Technik (altgriechisch τέχνη [téchne] = „Fähigkeit, Kunstfertigkeit, Handwerk“) zusammenfassen.

## Definitionen
Eine erste mittelalterliche Aufzählung der Sieben Praktischen Künste findet sich im 9. Jahrhundert beim aus Irland stammenden und im Westfrankenreich tätigen Gelehrten Johannes Scottus Eriugena:
- vestiaria (Bekleidungshandwerk, d. h. Schneider, Gerber, Weber)
- agricultura (Landwirtschaft)
- architectura (Bauhandwerk, d. h. Steinmetzhandwerk, Maurerhandwerk, Schreinerei)
- militia und venatoria (ersteres Kampfkunst und Waffenkunde, letzteres das Jagdhandwerk)
- mercatura (Handel und kaufmännische Tätigkeiten)
- coquinaria (Kochkunst)
- metallaria (Schmiedehandwerk, Metallurgie)

In den Schriften des Hugo von St. Viktor, seit 1133 Leiter einer Klosterschule in Paris, werden die Sieben Praktischen Künste wie folgt aufgezählt:
- Webekunst
- Waffenschmiedekunst
- Bauhandwerk (Steinmetz und Maurer)
- Schifffahrt
- Jagd
- Heilkunst bzw. Medizin[3]
- Schauspielkunst

## Bedeutung
Die von den Klöstern erstmals propagierte Wertschätzung manueller Arbeit fand im 12. Jh. „offizielle“ Bestätigung, indem den sieben freien Künsten analog sieben mechanische Künste gegenübergestellt wurden. Die Ansicht, wonach es sich bei den Artes mechanicae um angewandte Geometrie handelte, wurde im Abendland zuerst im 12. Jahrhundert von Dominicus Gundisalvi auf Grundlage der sich auf Aristoteles beziehenden Schriften arabischer Gelehrter verbreitet, die er studiert und ins Lateinische übersetzt hatte. Dazu zählten als armatura Berufe des Handwerks und ab dem Mittelalter auch die der Bildenden Künste und der Baukunst (Arbeiten in Stein, Holz, Metall, Waffenkunst, Bildhauerei, Malerei, Architektur), die agricultura (Landwirtschaft) und das lanificium (Bekleidungshandwerk). Zu den letztgenannten Künsten zählten u. a. die Schneider, Gerber und Schuster.
Die artes mechanicae wurden gegenüber den septem artes liberales (sieben freien Künsten) als niedrigerstehend angesehen. Während es für die Ausübung oder das Studium der freien Künste notwendig war, ein „freier Mann“ zu sein, konnten auch Unfreie die praktischen Künste ausüben. Die Tätigkeit von Sklaven im Altertum wurde daher auch Artes illiberales genannt. Für den Unfreien war es demzufolge unmöglich, die Artes liberales zu studieren, weil hierzu nur Freie zugelassen waren. Diese Artes mechanicae standen auch in einem geringeren gesellschaftlichen Ansehen als die Artes liberales. Und die Tätigkeiten der Unfreien wiederum standen in einem noch geringeren Ansehen als die der Freien (etwa die der Handwerker) innerhalb der Artes mechanicae.
Schon in der griechischen Antike gibt es Äußerungen, die praktische Tätigkeiten geringschätzig betrachten. In seiner „Politik“ lässt Aristoteles seiner Geringschätzung über das Handwerk freie Bahn: Die Handwerker vernachlässigten oft aus Liederlichkeit ihre Arbeit und bedürften einer „Tugend“, wie sie der Sklave braucht, nur insoweit, als sie Anteil an der Sklavenarbeit haben; die Stellung nämlich des Handwerkers sei die einer begrenzten Sklaverei (Pol. I, 13), und deshalb sei er auch kein Staatsbürger (Pol. III, 5; VII, 9). (Im Jahre 317 v. Chr. zählte Attika eine Sklavenbevölkerung von 400.000 gegenüber 21.000 freien Bürgern.)